# Mork & Mindy
Mork & Mindy är en amerikansk sitcom-serie från 1978-1982, med totalt 95 stycken 24 minuter långa avsnitt.
Första gången Mork framträdde i TV-rutan var i ett avsnitt av serien Gänget och jag (Happy Days), vilket sedermera ledde till den egna spinoffserien Mork & Mindy.
Serien handlade om utomjordingen Mork (Robin Williams) från planeten Ork. Då han var alldeles för begiven på skämt och upptåg för att passa in på Ork skickades han till jorden, för att observera livet där. Väl framkommen till jorden råkade han hamna i staden Boulder i den amerikanska delstaten Colorado, där han snart träffade på den unga kvinnan Mindy McConnell (Pam Dawber) och flyttade in i hennes lägenhet. Under tiden som Mork studerade livet på jorden - många företeelser kände han inte till och hade till en början en ganska naiv inställning till - fick Mindy ta del av hans underliga vanor, som att sitta med ändan i vädret när han satt i en soffa, eller att dricka genom att köra ner fingret i glaset, samt hans hälsningsfras "Nano, nano". Varje avsnitt avslutades med att Mork genom tankeöverföring rapporterade till sin överordnade Orson (Ralph James, som aldrig syntes i bild utan endast hördes tala till Mork) på Ork om vad han hade lärt sig i detta avsnitt.
Till en början var Mindys far Fred McConnell (Conrad Janis) inte särskilt förtjust i Mork, men började så småningom uppskatta honom mer och mer, vilket hennes mormor, Cora Hudson (Elizabeth Kerr) gjorde från början.
Under seriens gång dök det upp olika udda figurer, den kanske allra märkligaste var Exidor (Robert Donner), som ledde en sekt, bestående av honom själv och en rad imaginära anhängare.
Serien lades ner efter fyra säsonger, då tittarsiffrorna hade börjat bli alltför låga, men serien innebar det verkliga genombrottet för Robin Williams, som där fick leva ut sitt stora sinne för både verbal och visuell humor.